# Mario Lopez (Schauspieler)

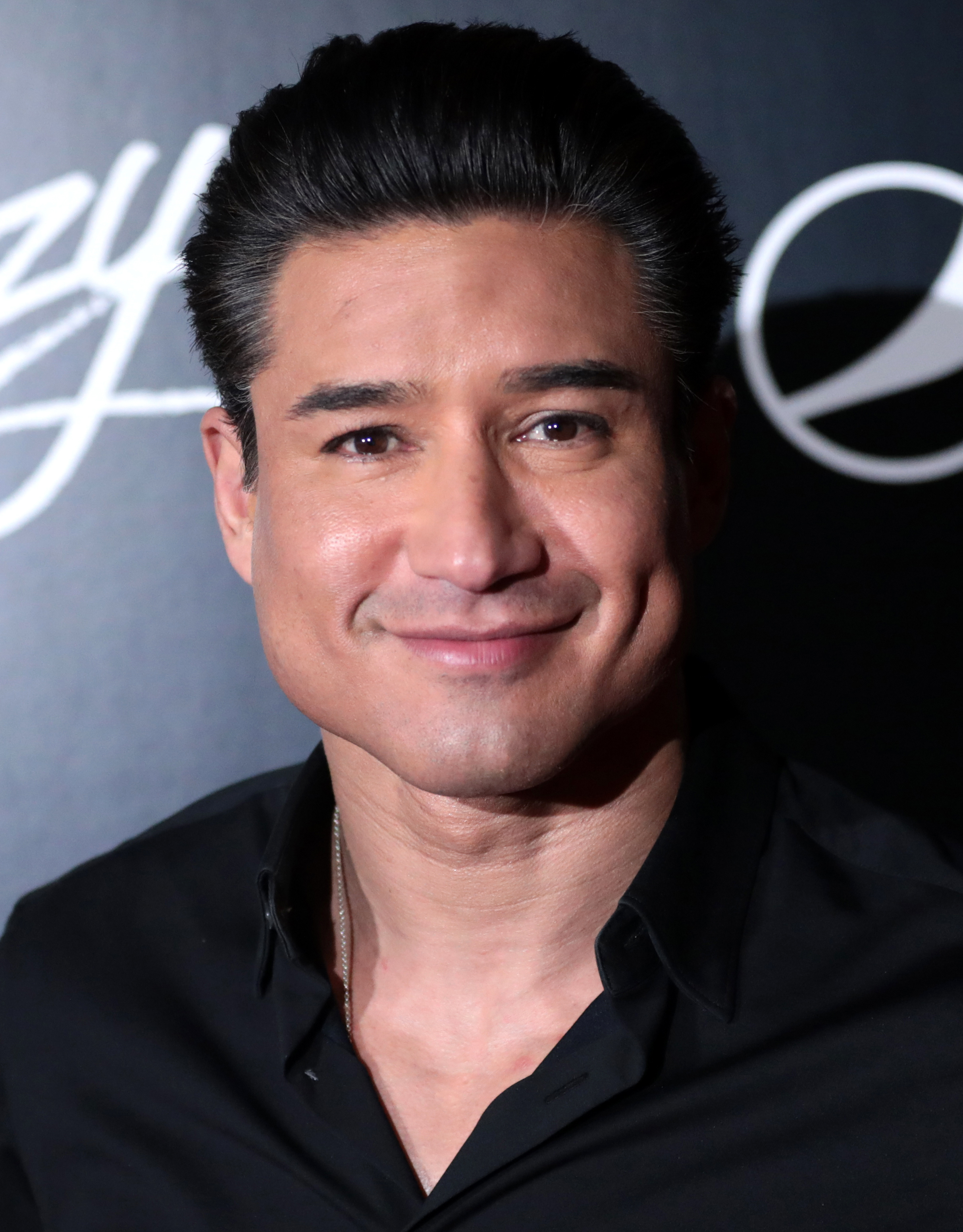
Mario Lopez (2023)

Mario Michael Lopez, Jr. (* 10. Oktober 1973 in San Diego, Kalifornien) ist ein US-amerikanischer Schauspieler. Er spielte in verschiedenen Fernsehserien und Filmen sowie am Broadway. Dem deutschen Publikum wurde er durch die Rolle des A. C. Slater in der Fernsehserie California High School bekannt.

## Filmografie (Auswahl)
- 1984: Simon und Simon
- 1987: Der letzte Seitensprung
- 1987: Golden Girls
- 1988: Colors – Farben der Gewalt
- 1989–1993: California High School
- 1997: Horrortrip ins All
- 1997: Sprung ins Ungewisse
- 1997: Das mörderische Klassenzimmer
- 1998–2000: Pacific Blue – Die Strandpolizei
- 2002: Stirb, wenn du kannst
- 2006: Reich und Schön
- 2007: Weihnachten in Handschellen (Holiday in Handcuffs)
- 2009: Ein Hund rettet Weihnachten (The Dog Who Saved Christmas, Fernsehfilm, Stimme)
- 2009: Nip/Tuck – Schönheit hat ihren Preis
- 2011: Honey 2 – Lass keinen Move aus
- 2011: The Closer (1 Folge)
- 2012: Are You There, Chelsea? (1 Folge als er selbst)
- 2015: Ein Hund rettet den Sommer (The Dog Who Saved The Summer, Fernsehfilm, Stimme)
- 2019: Brooklyn Nine-Nine (1 Folge)
- 2019: The Rookie (1 Folge)
- 2019: The Other Two (1 Folge)
- 2020: The Expanding Universe of Ashley Garcia
- 2023: Magnum P.I. (Fernsehserie, Folge 5x03)